# Myomorpha
Myomorpha é uma subordem que contém 1137 espécies de roedores, quase um quarto de todas as espécies de mamíferos. Inclui os ratos, camundongos, gerbilos, hamsters, lemingues e voles. Eles estão agrupados de acordo com a estrutura da mandíbula e dos dentes molares.  Roedores miomorfos são cosmopolitas (exceto pela Antártida), e geralmente granívoros noturnos.

## Classificação
- Superfamília Muroidea
  - Família Platacanthomyidae
  - Família Spalacidae
  - Família Calomyscidae
  - Família Nesomyidae
  - Família Cricetidae
  - Família Muridae
- Superfamília Dipodoidea
  - Família Dipodidae

Historicamente, a definição da subordem Myomorpha incluiu uma ou ambas da seguintes superfamílias:
- Superfamília Geomyoidea
  - Família Heteromyidae
  - Família Geomyidae
- Superfamília Gliroidea
  - Família Gliridae